# Scarto medio assoluto
Lo scarto medio assoluto (o scarto medio semplice) è un indice di dispersione che misura la distanza dalla media aritmetica. Si calcola per caratteri quantitativi ed è la somma del valore assoluto della differenza tra la modalità {\displaystyle x_{i}} e la media aritmetica {\displaystyle {\bar {x}}} dei valori, diviso il numero {\displaystyle n} dei valori considerati. In simboli:
{\displaystyle \delta ={\frac {\sum _{i=1}^{n}|x_{i}-{\bar {x}}|}{n}}.}

## Esempio
Dati i valori {\displaystyle (2,4),} si ha valore medio {\displaystyle {\bar {x}}=3,} e quindi scarto medio {\displaystyle \delta ={\frac {|2-3|+|4-3|}{2}}={\frac {1+1}{2}}=1.}